# Giovanna Casotto
Giovanna Casotto (2 de agosto de 1962) é uma autora e ilustradora italiana de história em quadrinhos conhecida por seu trabalho voltado ao erotismo.

## Obras publicadas
- La carne e lo Spirito
- Storie brevi
- Cattive attitudini
- Fetish photos
- Pigiama party
- Femmine folli
- Mia moglie è una santa